# Theuerleinsmühle
Theuerleinsmühle (auch Hecknersmühle genannt; fränkisch: Doialessmühl) ist ein Gemeindeteil des Marktes Geiselwind im unterfränkischen Landkreis Kitzingen. Theuerleinsmühle liegt in der Gemarkung Geiselwind.

## Geografische Lage
Die Einöde liegt an der Ebrach und an einem namenlosen linken Zufluss, der dort in die Ebrach mündet. Die Staatsstraße 2260 führt nach Schleifmühle (0,5 km südwestlich) bzw. nach Gräfenneuses (1,3 km nordwestlich). Eine Gemeindeverbindungsstraße führt nach Röhrensee (0,4 km nördlich).

## Geschichte
Der Name der Mühle verweist auf die zeitweise dort lebende Familie Theuerlein. Erstmals erwähnt wurde die Mühle allerdings bereits im Jahr 1506 als „Hecknersmühle“. Damals erschien im Zinsbuch der Fürsten zu Schwarzenberg „1 morg bey der Heckners mül“. Eine lange Überlieferungslücke ließ den alten Namen wohl in Vergessenheit geraten. Vielleicht wurde die Anlage auch im Dreißigjährigen Krieg zerstört, da sie an einer wichtigen Heerstraße lag.
Erst mit dem Jahr 1750 erschien die Mühle neuerlich in den Quellen. Ein Taufeintrag der Pfarrei Geiselwind nennt den Johann Adam Deüerlein, „molitor [Müller] der Lohe Mühl bey Röhrensee“. In den Einträgen in der Pfarrmatrikel wurde 1752 erneut Johann Adam Theuerlein genannt, ehe 1754 der jüngere Johann Adam zum Müller aufgestiegen war. 1783 hieß der Müller Johann Konrad Valentin, ehe bis 1810 Matthias Enzenbrenner und dann sein Sohn Johann Enzenbrenner die Mühle besaßen.
Mit dem Gemeindeedikt (frühes 19. Jahrhundert) wurde Theuerleinsmühle dem Steuerdistrikt Geiselwind und der Ruralgemeinde Geiselwind zugeordnet.
Im Jahr 1860 wurde die Theuerleinsmühle neu errichtet. Die Wasserzufuhr für das Mühlrad wurde durch zwei kleine Wasserteiche gewährleistet, weil dort der Zulauf der Ebrach und des Röhrenseebachs noch sehr gering war. Zusätzlich entstand im Jahr 1900 eine Sägemühle neben der Getreidemühle. Zunächst lebte seit 1860 der Müller Friedrich Theuerlein in der Mühle. Anschließend übernahm die Familie Meyer die Anlage und es bewohnten Georg senior, Georg junior und Manfred Meyer die Theuerleinsmühle.
Ab 1936 erhielt die Mühle und das Sägegatter einen Holzgenerator. Bereits 1939 wurde der Generator mit einem Elektromotor ausgetauscht. Im Jahr 1951 erneuerte man die Wohngebäude der Mühle, die Westseite nahm Mühle ein, während der Ostteil als Wohngebäude diente. 1967 endete der Betrieb der Getreidemühle. Bis in die ersten Jahre des 21. Jahrhunderts betrieb der letzte Besitzer Manfred Meyer zusammen mit seiner Frau Lisa die Säge.

### Einwohnerentwicklung
| Jahr      | 001818 | 001840 | 001861 | 001871 | 001885 | 001900 | 001925 | 001950 | 001961 | 001970 | 001987 |
| Einwohner | 4      | 5      | 5      | 6      | 7      | 12     | 6      | 5      | 7      | 5      | 3      |
| Häuser    | 1      | 1      |        |        | 1      | 1      | 1      | 1      | 1      |        | 1      |
| Quelle    | [ 7 ]  | [ 12 ] | [ 13 ] | [ 14 ] | [ 15 ] | [ 16 ] | [ 17 ] | [ 18 ] | [ 19 ] | [ 1 ]  | [ 20 ] |

## Religion
Theuerleinsmühle ist römisch-katholisch geprägt und bis heute nach St. Burkard (Geiselwind) gepfarrt.